# Constantin August Charisius
Constantinus Augustus Charisius, kendt som Constantin August Charisius (født 24. november 1712 på Constantinsborg, død 3. december 1776 sammesteds) var en dansk godsejer.
Han var søn af Christian Charisius (1688-1724) og Dorthea Cathrine Rosenlund (1689-1725). Han tiltrådte 17 Stamhuset Constantinsborg, blev 1733 justitsråd, 1751 karakteriseret og 1760 virkelig etatsråd og slutteligt 1766 konferensråd. I sin tid som herremand blev han ramt af omfattende ulykker: først hærgedes gården i 1740'erne af den landsomfattende kvægpest, og i 1753 brændte hovedbygningen, og hans 5-årige datter omkom sammen med sin amme.
I sit første ægteskab ægtede han 9. februar 1734 i Mårslet Kirke Kirsten baronesse Güldencrone (21. marts 1709 på Vilhelmsborg – 17. april 1770 på Constantinsborg), datter af baron Christian Güldencrone og Margrethe Amalie Moth. I andet ægteskab ægtede han 8. november 1771 Else Mariane von Falkenskiold (1737 i Odense – 18. november 1801 på Constantinsborg), datter af Christoffer von Falkenskiold (ca. 1698-1770) og Else Sophie Bartholin (1698-1754). I sit første ægteskab fik han kun døtre, og det andet var barnløst, så stamhuset gik til broderen Ambrosius, med hvem slægten Charisius uddøde 1787.
Han er begravet i Aarhus Domkirke.